# Куля К

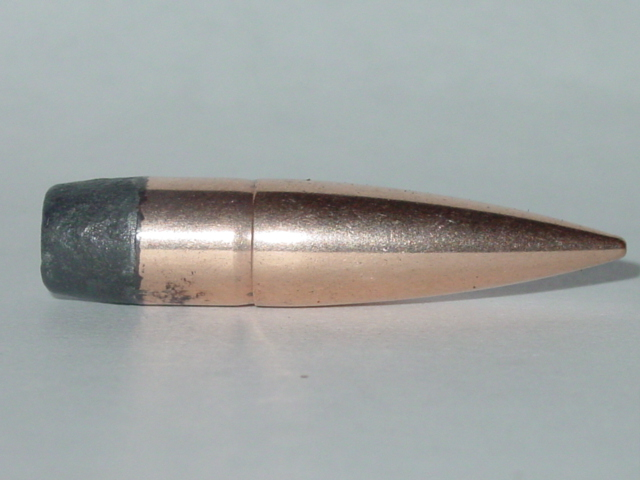
Стандартна бронебійна куля К Mauser калібру 7,92 × 57 мм, розроблена до вторгнення союзників. Зверніть увагу на серцевину з інструментальної сталі, яка виступає із задньої частини кулі.

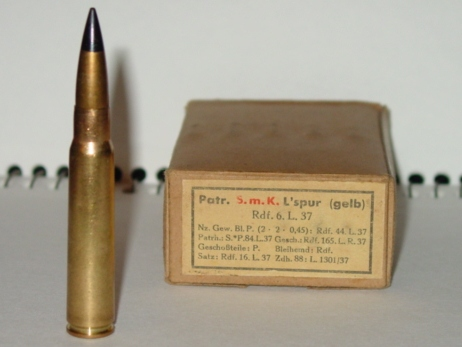
Трасуючий варіант кулі К.

Куля K (від  нім. Kern, серцевина) бронебійна куля Маузера калібру 7,92×57 мм з сердечником із інструментальної сталі, призначена для стрільби зі стандартної гвинтівки Маузера.

## Історія
Німецька армія вперше застосувала «перевернуту кулю» з більшим пороховим зарядом в патроні як перший метод боротьби проти британських важких танків часів Першої світової війни. Вона виявилася вельми ефективною проти моделей танків Mark I з тонкою бронею, головним чином через відколювання внутрішньої поверхні броні. Однак патрони з перевернутою кулею були небезпечними для використання в стандартній гвинтівці Маузера, тому вони були непопулярні серед німецьких військових. Перевернуті куля застаріли з появою більш броньованих танків.
На заміну німці задумали «кулю К», спеціально розроблену як бронебійний боєприпас. Куля K використовувалася під час битви біля хребта Мессін у червні 1917 р. і мала 33 % вірогіжність пробити танкову броню товщиною 12–13 мм на дальності до 100 метрів.
Після створення в Британії танка Mark IV, який мав більш товсту броню, куля K стала неефективною, що змусило німців розробляти нові протитанкові рішення: створити 13,2-мм патрон TuF і першу в світі протитанкову рушницю — Mauser 1918 T-Gewehr.

## Модифікації
Під час Першої та Другої світових воєн в Німеччині створили декілька варіантів кулі K, зокрема:
| Позначення         | Повне ім'я                                         | опис |
| ------------------ | -------------------------------------------------- | --- |
| S.m.K.             | Spitzgeschoss mit Kern                             | Стандартна бронебійна куля зі сталевим сердечником. Вона мала червоний обідок навколо капсуля на гільзі. |
| S.m.K.H.           | Spitzgeschoss mit Kern, Hart                       | Матеріал сердечника з інструментальної сталі змінено на карбід вольфраму. Вона мала червону гільзу і червоний капсуль, з 1939 року червоним залишився лише капсуль.                                                |
| S.m.K. L'spur      | Spitzgeschoss mit Kern, Leuchtspur                 | Має коротший сталевий сердечник і містить трасуючий елемент. Може включати позначення кольору, наприклад gelb, що німецькою означає «жовтий». Вона мала червоний обідок навколо капсуля та чорний наконечник кулі. |
| S.m.K. Üb.m.Zerl.. | Spitzgeschoss mit Kern Übungsmunition mit Zerleger | Дуже рідкісна куля, яка самознищується після прольоту певної відстані. |

У міжвоєнний період Польща виготовила копію кулі S.m.K., яку позначали як куля P (пол. przeciwpancerny) і створили власну трасувальну бронебійну кулю, позначену як куля PS (пол. przeciwpancerny smugowy — бронебійно-трасувальний).